# Леонор д’Орлеан-Лонгвиль
Леонор д’Орлеан-Лонгвиль (фр. Léonor d'Orléans-Longueville; 1540 — 7 августа 1573, Блуа) — французский аристократ, 6 герцог де Лонгвиль (1551—1573), принц де Шательайон, маркиз де Ротлен, граф де Монтгомери и де Танкарвиль, виконт де Аббервилль и де Мелён, граф Нёвшатель и Валанжен, титулярный герцог де Эстутвиль, губернатор Пикардии и Нормандии.

## Биография
Старший сын Франсуа д’Орлеан-Лонгвиля (1513—1548), виконта де Мелена, принца де Шательайона и маркиза де Ротлена, и Жаклин де Роган (1530—1587). Внук Людовика I д’Орлеана-Лонгвиля, 2-го герцога де Лонгвиля.
Рано остался без отца, воспитывался матерью Жаклин де Роган в протестантском духе, но в возрасте 25 лет вернулся в лоно католической церкви.
Активный участник Религиозных войн во Франции, сражался в рядах королевской армии против гугенотов.
В 1551 году после смерти своего двоюродного брата Франсуа III (1535—1551), 5-го герцога де Лонгвиля, Леонор д’Орлеан-Лонгвиль унаследовал титулы герцога де Лонгвиля, графа Нёвшателя, Монтгомери и Танкарвиля.
На владения герцогов де Лонгвиль также заявили свои претензии Жак Савойский (1531—1585), герцог Немурский и Женевский, и принц Вильгельм Оранский (1533—1584). Однако Леонор д’Орлеан-Лонгвиль смог сохранить за собой все наследство. Вильгельм Оранский, не получив поддержки от швейцарских кантонов, довольствовался владениями рода Шалон в Бургундии. Леонор де Лонгвиль и Жак де Немур договорились разделить между собой на две части Нёвшательское княжество. Арбитром в земельном споре был назначен город Берн, который в 1557 году вынес решение в пользу Леонора, который получил Нёвшатель, но должен был выплатить Жаку Савойскому компенсацию в размере 8 000 ливров.
Герцог Леонор де Логнвиль участвовал в Итальянских войнах, в битве при Сен-Кантене (1557) был взят в плен имперцами. Получил от короля Франции Карла IX Валуа титул принца крови.
Скончался в Блуа и был похоронен в замке Шатодён.

## Семья и дети
Был женат с 1563 года на Марии де Бурбон (1539—1601), титулярной герцогине де Эстутвиль, дочери Франциска I Бурбон-Вандома (1491—1545), графа де Сен-Поля (1495—1545), и Адрианы де Эстутвиль. Их дети:
- Шарль, умер в младенчестве
- Шарль, умер в младенчестве
- Генрих I д'Орлеан-Лонгвиль (1568—1595), 7-й герцог де Лонгвиль и граф Нёвшательский (1573—1595), великий камергер Франции (1589—1595)
- Франсуа III д’Орлеан-Лонгвиль (1570—1631), граф де Сен-Поль (1601—1631) и 2-й герцог де Фронсак (1622—1631)
- Леонора, умерла в младенчестве
- Екатерина д’Орлеан-Лонгвиль (? — 1638)
- Антуанетта д’Орлеан-Лонгвиль (1572—1618), жена с 1587 года Шарля де Гонди (1569—1596), 1-го герцога де Рец
- Маргарита д’Орлеан-Лонгвиль (? — 1615)
- Элеонора д’Орлеан-Лонгвиль (1573—1639), жена с 1596 года Шарля де Гойона де Матиньона (1564—1648), сеньора де Матиньона и де Леспара.